# Moisei
Moisei (veraltet Moiseiu, Moișeni; deutsch Mosesdorf, ungarisch Majszin, Mojszén auch Mózesfalu) ist eine Gemeinde im Kreis Maramureș in Rumänien.

## Lage

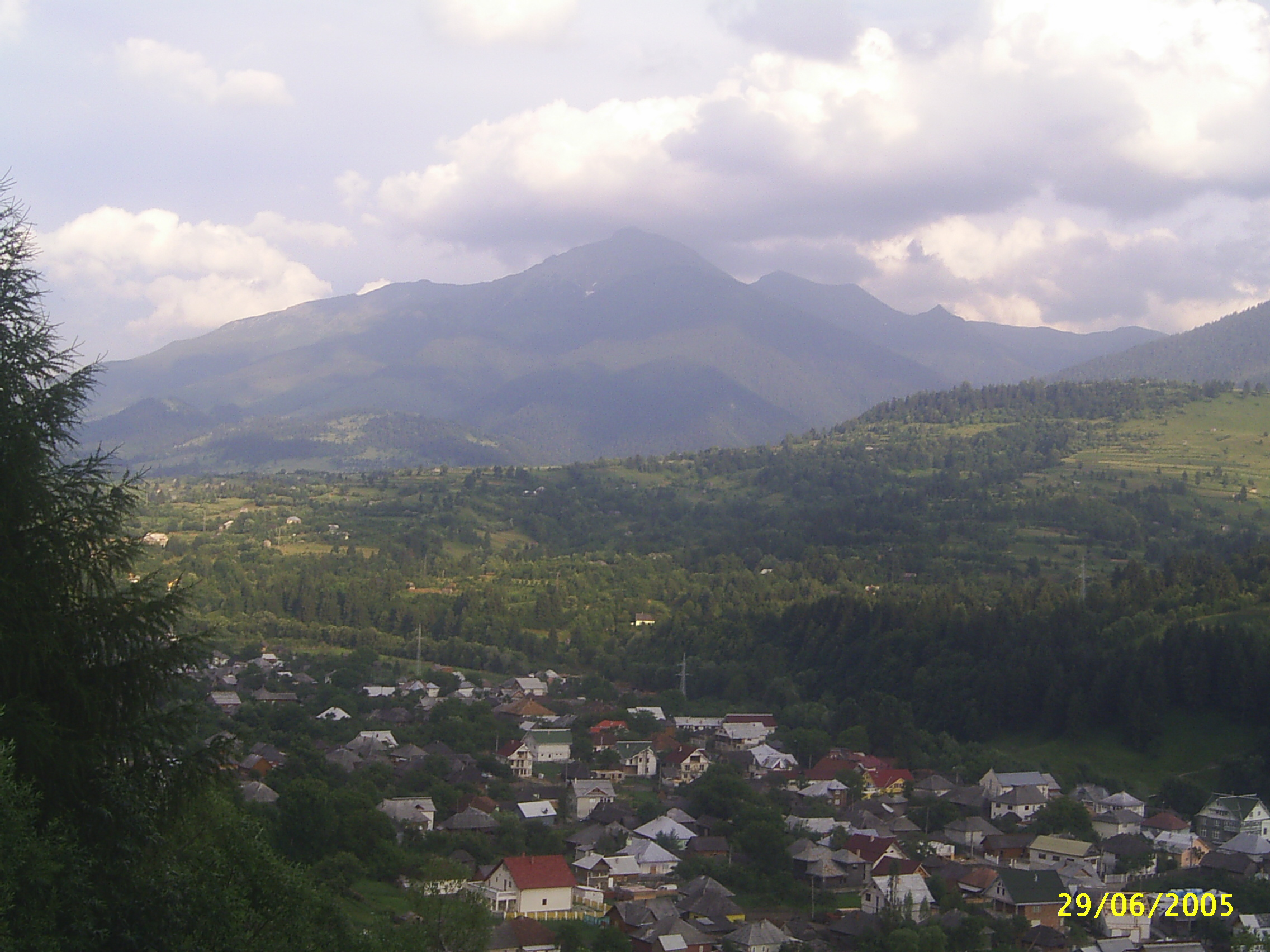
Moisei mit dem Rodna-Gebirge im Hintergrund

Moisei liegt als langgestrecktes Dorf im Tal des Flusses Vișeu, zwischen den Städten Vișeu de Sus im Nordwesten und Borșa im Osten. Im Süden der Ortschaft erhebt sich das Rodna-Gebirge (Munții Rodnei).

## Geschichte
Der Ort wurde 1365 als villa Moyse erstmals urkundlich erwähnt. Er war über mehrere Jahrhunderte Teil des Komitats Maramuresch und damit des Königreichs Ungarn. Nach dem Ersten Weltkrieg gelangte er zu Rumänien. Im Ergebnis des Zweiten Wiener Schiedsspruches gelangte Moisei 1940 vorübergehend wieder zu Ungarn. Am 14. Oktober 1944 verübten ungarische Truppen auf ihrem Rückzug vor der Roten Armee im Ort ein Massaker, dem etwa 30 Bauern zum Opfer fielen. Außerdem wurden zirka 200 Häuser niedergebrannt.
Seitdem Rumänien 2007 Teil der Europäischen Union ist, wurden mit Hilfe von EU-Gelder in dem einst primitiv und schwer erreichbaren Ort etwa 130 Kilometer asphaltierte Straßen, Gehsteige, das Trink- und Abwassernetz und eine Kläranlage für etwa acht Millionen Euro errichtet.

## Bevölkerung
Moisei war eines der Zentren jüdischen Lebens in der Maramureș. Seit Beginn der offiziellen Volkszählungen im Jahr 1850 war die Gemeinde jedoch bereits überwiegend von Rumänen bewohnt. Bis zum Zweiten Weltkrieg stellten Juden die größte Minderheit (1920 25 bis 30 Prozent). Inzwischen sind die Bewohner von Moisei nahezu ausschließlich Rumänen; 2002 wurden bei damals 9023 Einwohnern vier Ungarn, ein Ukrainer und sieben Deutsche erfasst.

## Verkehr
Moisei liegt an der Nationalstraße Drum național 18, die von Baia Mare nach Iacobeni führt. Im Ort zweigt die gleichfalls bedeutsame Nationalstraße Drum național 17C nach Bistrița ab, die die Maramureș mit Siebenbürgen verbindet. Nach Sighetu Marmației, Borșa und Vișeu de Sus bestehen Busverbindungen.
Die Bahnlinie von Valea Vișeului nach Borșa wurde 1913 eröffnet. Der Abschnitt von Vișeu de Sus nach Borșa, der durch Moisei führt, dient seit den 1990er Jahren jedoch nicht mehr dem Personenverkehr. Der nächste Bahnhof liegt damit derzeit an der Bahnstrecke Salva–Vișeu de Jos in Săcel.

## Sehenswürdigkeiten

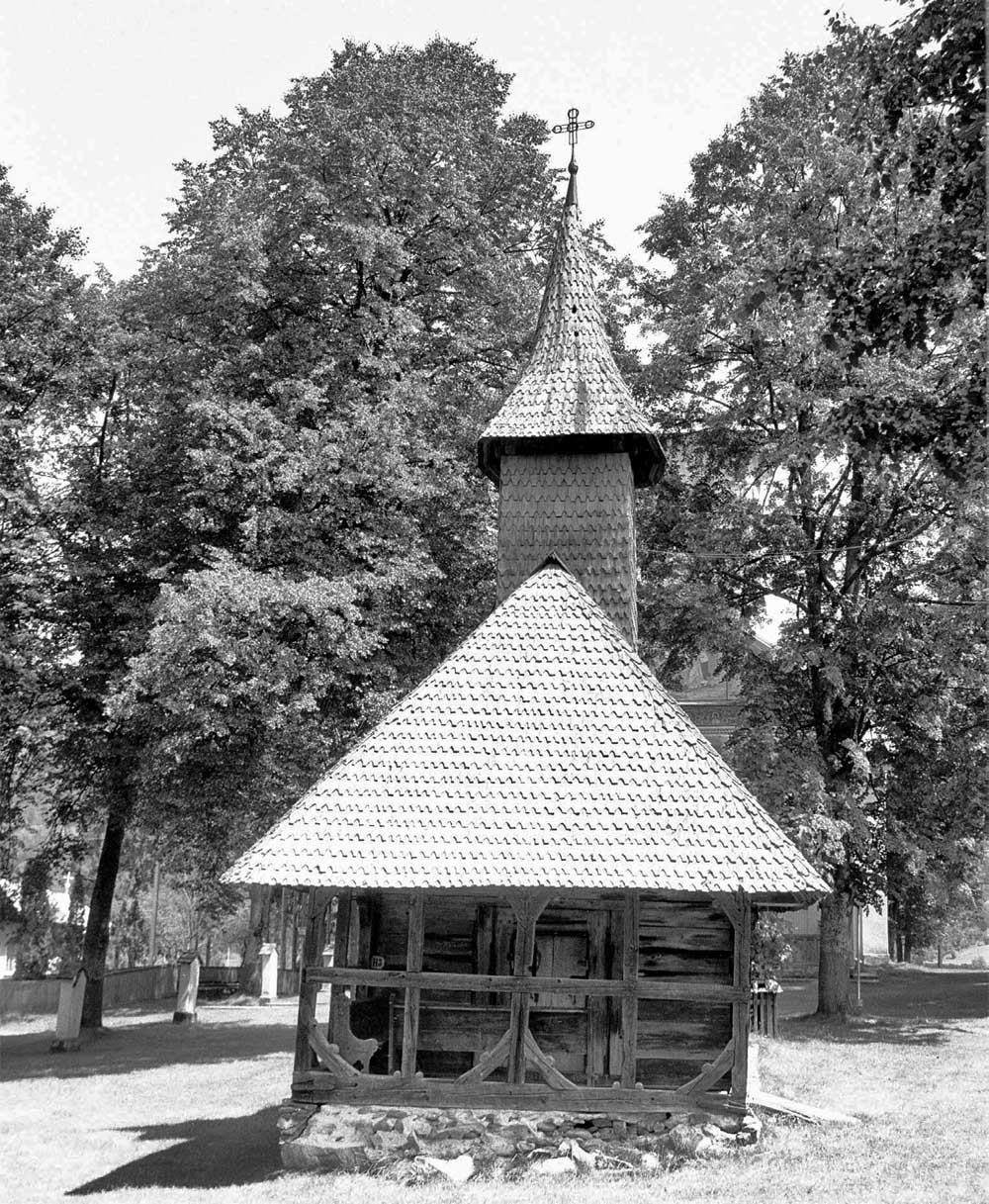
Holzkirche im Kloster Izvorul Negru in Moisei

Der bedeutendste touristische Anziehungspunkt im Ort selbst ist das in einem südlichen Seitental gelegene Kloster Mănăstirea Izvorul Negru, das 1599 erstmals erwähnt wurde. Auf dem Klostergelände befindet sich neben einer neueren Kirche aus dem Jahr 1910 eine kleine Holzkirche, die im 17. Jahrhundert gebaut wurde und sich in einem guten Zustand befindet.
Weiterhin gibt es in Moisei ein 1972 errichtetes Denkmal für die Opfer des Massakers von 1944.
Der Ort ist ein Ausgangspunkt für Wanderungen ins Rodna-Gebirge.